# Seleção Israelense de Basquetebol Masculino
A Seleção Israelense de Basquetebol é a equipe de basquetebol que representa Israel nas competições internacionais.
A equipe israelense participou 29 vezes do campeonato europeu de seleções. Seu melhor resultado foi uma medalha de prata na EuroBasket 1979, e quinto lugar em 1953 e 1977. Atualmente figura como 37° do mundo pela FIBA.